# Altenbrunslar
Altenbrunslar je severní předměstí severohesenského města Felsberg, je jednou ze šestnácti částí, ze kterých se město skládá. Žije zde necelých 350 obyvatel.

## Historie
První zmínka o Altenbrunslaru pochází z roku 1381. V roce 1532 zde počal kázat první evangelický kazatel. Roku 1581 byly postaveny hrázděné patro a věž kostela.
Až do roku 1821 spadal Altenbrunslar pod úřad ve Felsbergu. Poté byla obec zařazena do rámce okresu Melsungen, přičemž byla ponechána pod správou úřadu ve Felsbergu.
1. ledna 1974 se Altenbrunslar stal oficiálně předměstím Felsbergu.
První vlak projel Altenbrunslarem 3. září 1849.